# Istrakon
Istrakon je konvencija znanstvene fantastike i fantasyja koja se održava jednom godišnje u Pazinu. Traje tijekom cijelog vikenda i okuplja se do 500 posjetitelja i ljubitelja takvih događaja.

## Vanjske poveznice
- Službena stranica Istrakona